# Maldhe
Maldhe es una ciudad censal situada en el distrito de Nashik en el estado de Maharashtra (India). Su población es de 11881 habitantes (2011). Se encuentra a orillas del río Girna, a 111 km de Nashik.

## Demografía
Según el censo de 2011 la población de Maldhe era de 11881 habitantes, de los cuales 6071eran hombres y 5810 eran mujeres. Maldhe tiene una tasa media de alfabetización del 80,75%, inferior a la media estatal del 82,34%: la alfabetización masculina es del 83,21%, y la alfabetización femenina del 78,17%.